# Alluaudomyia claudia
Alluaudomyia claudia är en tvåvingeart som beskrevs av Meillon 1942. Alluaudomyia claudia ingår i släktet Alluaudomyia och familjen svidknott.
Artens utbredningsområde är Kongo. Inga underarter finns listade i Catalogue of Life.